# J. G. Aachen
J. G. Aachen war ein im 18. Jahrhundert in Köln tätiger Kalligraph.
Er fertigte kunstvolle Namensschriften auf Pergament. Ein bei Johann Jakob Merlo erwähntes Blatt ist mit J. G. Aachen penna fecit 1767 bezeichnet.